# Згорянська волость
Згорянська волость — адміністративно-територіальна одиниця Володимир-Волинського повіту Волинської губернії Російської імперії та Української держави. Волосний центр — село Згоряни. 
Станом на 1885 рік складалася з 15 поселень, 6 сільських громад. Населення — 6085 осіб (3127 чоловічої статі та 2958 — жіночої), 912 дворових господарства.
|                     | Площа, десятин | У тому числі орної, дес. |
| ------------------- | -------------- | ------------------------ |
| Сільських громад    | 13192          | 4432                     |
| Приватної власності | 531            | 212                      |
| Казенної власності  | 195            | 10                       |
| Іншої власності     | 606            | 214                      |
| Загалом             | 14524          | 4868                     |

Основні поселення волості:
- Згоряни — колишнє державне село при озері Велике за 76 верст від повітового міста, волосне правління, 750 осіб, 133 двори, православна церква, школа, 2 постоялих будинки. За 1 версту -пивоварний завод із водяним млином.
- Запілля — колишнє державне село, 800 осіб, 121 двір, православна церква, школа.
- Кусниці — колишнє державне село, 1789 осіб, 287 дворів, православна церква, школа, постоялий будинок, вітряк.
- Полапи — колишнє державне село, 850 осіб, 142 двори, православна церква, школа, постоялий будинок.
- Гупали — колишнє державне село, 620 осіб, 79 дворів, школа, постоялий будинок.

## Під владою Польщі
18 березня 1921 року Західна Волинь відійшла до складу Польщі. Волость продовжувала існувати як ґміна Зґорани Любомльського повіту Волинського воєводства в колишніх межах. 
На 1936 рік ґміна складалася з 12 громад:
1. Гуменці — село: Гуменці та хутори: Чесновінка, Заплати і Требейки;
2. Гупали — село: Гупали та хутори: Зуброва, Зубровий Кут, Уляник і Костянка;
3. Крушинець — село: Крушинець;
4. Кусьнище I — село: Кусьнище I та хутори: Лиски, Мухавець, Порібка, Рудиця і Застави;
5. Кусьнище II — село: Кусьнище II та хутори: Зджар і Острови;
6. Нудиже — село: Нудиже,хутір: Морозова, колонії: Мельники, Піски, Заболоття, Волик, Волосівка і Трибиця та лісничівка: Сида;
7. Переспа — село: Переспа;
8. Полапи — село: Полапи та хутори: Ведмежа, Підсокілля, Полапи;
9. Сильне — село: Сильне та хутори: Бирки, Підгоріхове, Заброди і Підякимівці;
10. Сокіл — село: Сокіл;
11. Власюки — село: Власюки та хутір: Смигретине;
12. Згорани — село: Згорани та хутори: Березина, Кривацьке, Кут, Корнатиця, Нережа і Руда.

Після радянської анексії західноукраїнських земель ґміна ліквідована у зв'язку з утворенням Згоранського (Головнянського) району.